# Theodore Jurewicz
Theodore Jurewicz (ur. 1953 w Erie, Pensylwania, Stany Zjednoczone) – amerykański ksiądz jednowierca, malarz fresków i pisarz ikon. Arcykapłan Rosyjskiego Kościoła Prawosławnego poza granicami Rosji, związany z parafią Narodzenia Pańskiego w Eire.
Urodził się jako Frank Jurewicz, w dzieciństwie często odwiedzał parafię jednowierców pw. Narodzenia Pańskiego, dzięki temu zainteresował się wiarą prawosławną. Jako nastolatek dokonał konwersji na prawosławie i stał się członkiem Rosyjskiego Kościoła Prawosławnego poza granicami Rosji, a następnie wstąpił do seminarium Trójcy Świętej w Jordanville w stanie Nowy Jork. Będąc klerykiem ożenił się, w 1974 otrzymał święcenia kapłańskie. Jest jednym z najbardziej znanych pisarzy ikon w Ameryce Północnej, jego dzieła zdobią kilkanaście cerkwi. Sztuki pisania ikon nauczył się u archimandryty Cypriana, który jest uznawany za twórcę szkoły ikonografii poza Rosją.
Do najbardziej znanych prac Theodore Jurewicza należą malowidła w cerkwi przy New Gračanica Monastery w Third Lake, Illinois, są one repliką malowideł w Monaster Gračanica w Kosowie. Powstały w stylu bizantyjskim, obejmują ściany, sklepienia, filary i kopułę świątyni. Theodore Jurewicz tworzył je przez trzy lata stosując technikę akrylu na suchym tynku. Opanował również technikę ikonografii w stylu koptyjskim, w tym duchu są utrzymane freski, które stworzył w cerkwi św. Grzegorza w Toledo, Ohio.